# GLSL

Los videojuegos externalizan los cálculos de renderizado a la GPU a través de OpenGL en tiempo real. Los sombreadores se escriben en OpenGL Shading Language y se compilan. Los programas compilados se ejecutan en la GPU.

OpenGL Shading Language (abreviado GLSL o GLslang) es un lenguaje de alto nivel de sombreado con una sintaxis basada en el lenguaje de programación C. Fue creado por la junta de revisión de la arquitectura OpenGL (OpenGL ARB) para ofrecer a los desarrolladores más control sobre la tubería de renderizado sin tener que usar ARB assembly language o lenguajes específicos para cada hardware.
- Datos: Q779819